# Baron Hillingdon

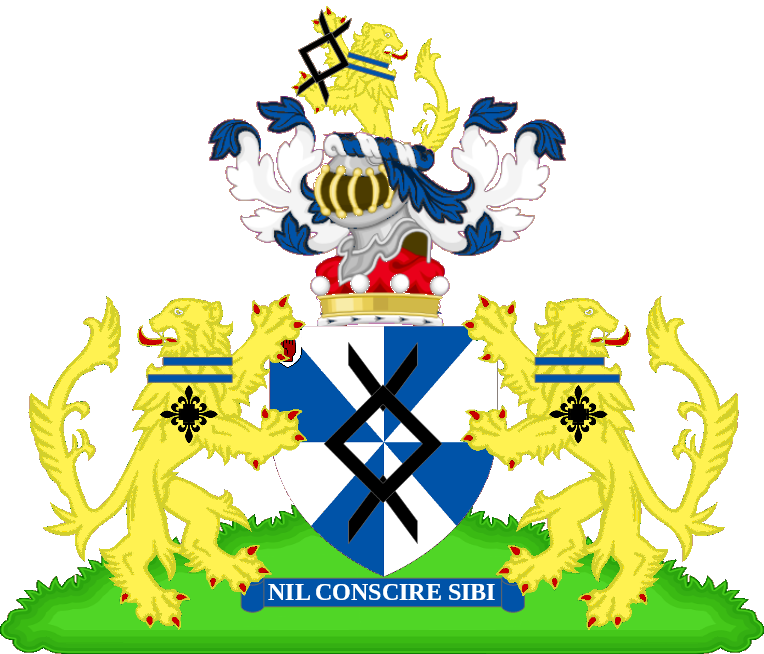
Wappen der Barone Hillingdon

Baron Hillingdon, of Hillingdon in the County of Middlesex, war ein erblicher britischer Adelstitel in der Peerage of the United Kingdom.

## Verleihung und nachgeordnete Titel
Der Titel wurde am 15. Februar 1886 für den Bankier und konservativen Unterhausabgeordneten Sir Charles Mills, 2. Baronet, geschaffen.
Dieser hatte bereits 1872 von seinem Vater, Sir Charles Mills, 1. Baronet (1792–1872), den fortan nachgeordneten Titel Baronet, of Hillingdon Court and Camelford House, Parklane, both in the County of Middlesex, geerbt, der diesem am 9. November 1868 in der Baronetage of the United Kingdom verliehen wurde.
Beide Titel erloschen am seines Urenkels, des 5. Barons, am 1. September 1982.

## Liste der Barone Hillingdon (1886)
- Charles Mills, 1. Baron Hillingdon (1830–1898)
- Charles Mills, 2. Baron Hillingdon (1855–1919)
- Arthur Mills, 3. Baron Hillingdon (1891–1952)
- Charles Mills, 4. Baron Hillingdon (1922–1978)
- Patrick Mills, 5. Baron Hillingdon (1906–1982)